# Луговяк, Семён Викторович
Семён Викторович Луговяк (род. 23 октября 1997, Москва) — российский хоккеист, защитник.

## Биография
Занимался в московских школах «Радуга», «Крылья Советов» (2006—2008), «Динамо» (2009—2013), ЦСКА (2013—2014). С сезона 2014/15 — игрок команды МХЛ «Красная армия», также 4 матча провёл в ВХЛ за «Звезду» Чехов. Провёл в ВХЛ пять сезонов (2017/18 — 2022/23). В сентябре — октябре 2021 сыграл 10 матчей в КХЛ за ЦСКА. 8 июня 2022 был обменян в «Северсталь», провёл 49 матчей в КХЛ. 9 июня 2023 года был обменян в «Салават Юлаев». Провёл четыре матча за «Торос» в ВХЛ и 15 октября перешёл в «Металлург» Новокузнецк. С сезона 2024/25 — игрок ХК «Норильск».